# Saint-Léger-sous-Margerie
Saint-Léger-sous-Margerie település Franciaországban, Aube megyében. Lakosainak száma 52 fő (2022. január 1.). Saint-Léger-sous-Margerie Balignicourt, Pars-lès-Chavanges és Saint-Utin községekkel határos.

## Népesség
A település népessége az elmúlt években az alábbi módon változott:
| Lakosok száma | 87   | 55   | 65   | 63   | 57   | 61   | 59   | 54   | 51   | 52   |
|               | 1968 | 1982 | 1990 | 2006 | 2013 | 2015 | 2017 | 2019 | 2020 | 2022 |